# جون ستيفنسون (لاعب كرة قدم)
جون ستيفنسون (بالإنجليزية: Jon Stevenson)‏ (13 أكتوبر 1982 بليستر في المملكة المتحدة - ) هو لاعب كرة قدم بريطاني في مركز الهجوم. لعب مع سويندون تاون وليستر سيتي وThurmaston Town F.C. ‏ وHalesowen Town F.C. ‏ وAlfreton Town F.C. ‏ ونادي تاموورث ونادي كامبريدج ستي وهنكلي يونايتد ‏ ونادي كوربي تاون وAFC Rushden & Diamonds ‏ وQuorn F.C. ‏ وGNG Oadby Town F.C. ‏ وHinckley F.C. ‏ وRothwell Town F.C. ‏ ونادي بوسطن يونايتد.

## وصلات خارجية
- جون ستيفنسون على موقع قاعدة بيانات كرة القدم.إي يو (الإنجليزية)
- جون ستيفنسون على موقع Soccerbase.com (لاعب) (الإنجليزية)
- جون ستيفنسون على موقع عالم كرة القدم.نت (الإنجليزية)